# Caponata

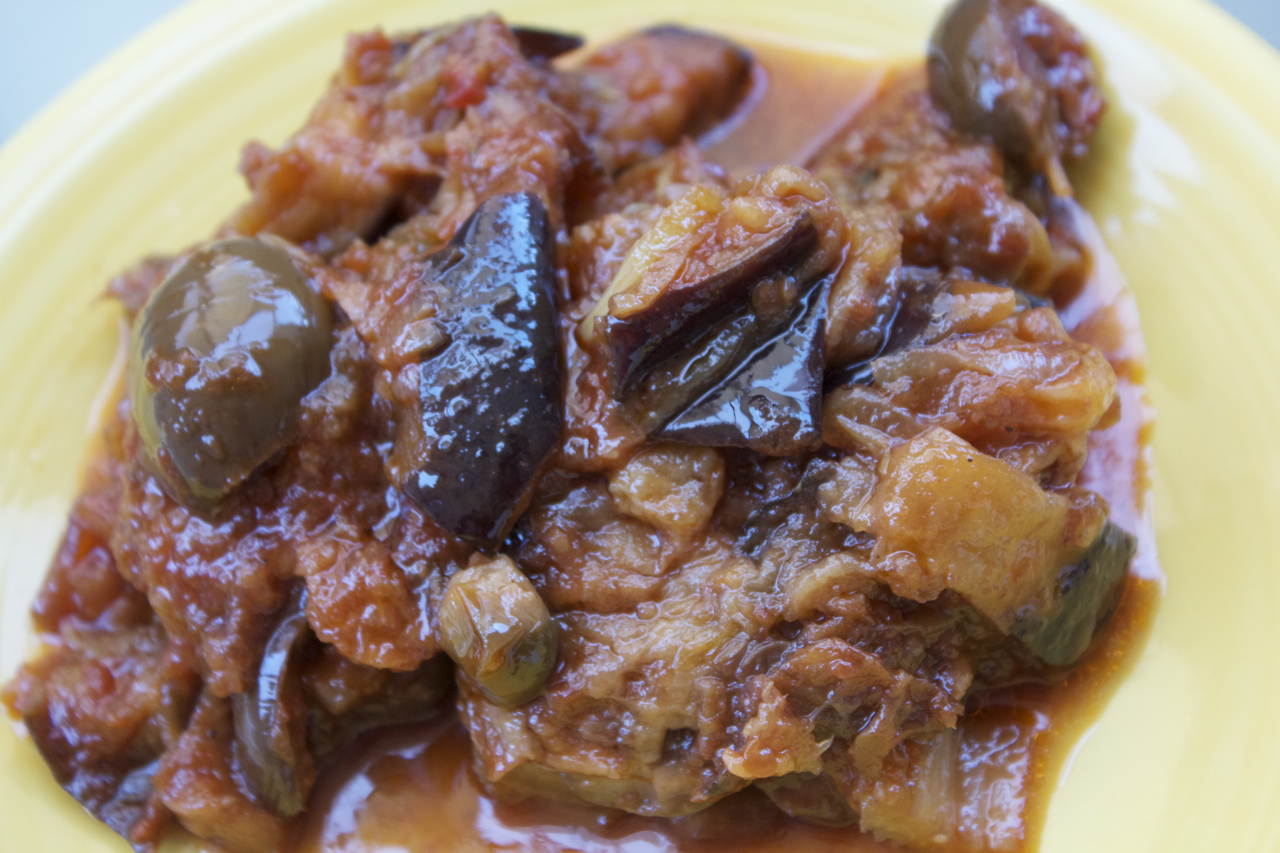
Caponata

La caponata (en sicilià capunata) és un guisat tradicional de la cuina siciliana. S'elabora principalment amb albergínia, tomata, api i oliva tallats fins, cuinats amb oli d'oliva i acompanyats amb tàperes. Existeixen nombroses variants d'aquest plat en diferents zones de Sicília i altres regions d'Itàlia. Principalment varien les proporcions entre l'albergínia i la tomata. Actualment s'utilitza com a acompanyament d'altres plats.
La caponata es pot relacionar amb altres preparacions de la gastronomia mediterrània como ara la ratatolha occitana, la samfaina, la kapunata de Malta i les diferents variants de moussaka del Mediterrani oriental. Actualment es pot trobar com a acompanyament de receptes de pasta italiana.